# ابتهال أبو السعد
اِبْتِهَالُ أَبُو السَّعْدِ مهندسة ومبرمجة مغربية متخصصة في الذكاء الاصطناعي، ولدت بالرباط سنة 1999، تخرجت من جامعة هارفارد الأميركية. عملت لدى شركة مايكروسوفت، وبرز اسمها في وسائل الإعلام سنة 2025 عقب موقف علني احتجت فيه على ما وصفته بـ«تواطؤ» الشركة مع الاحتلال الإسرائيلي.

## النشأة والتعليم
وُلدت ابتهال أبو السعد سنة 1999 في العاصمة المغربية الرباط. تابعت دراستها الثانوية في ثانوية مولاي يوسف، وتخرجت سنة 2017 في شعبة العلوم الرياضية، قبل أن تحصل على منحة لمتابعة دراستها الجامعية في جامعة هارفارد بالولايات المتحدة الأميركية، حيث تخصصت في الذكاء الاصطناعي. في صيف عام 2016، شاركت ابتهال في برنامج «تيك غيرلز» (TechGirls)، وهو برنامج تبادل صيفي أكاديمي ترعاه وزارة الخارجية الأميركية، ويهدف إلى تمكين الشابات من مختلف دول العالم في مجالات العلوم والتكنولوجيا والهندسة والرياضيات (STEM). مكنها هذا البرنامج من زيارة مختبرات وشركات تكنولوجية أميركية، والتقت ببعض رواد الصناعة. صرّحت ابتهال بأنها تطمح إلى توظيف ما اكتسبته من مهارات ومعارف في تحسين واقع التعليم التكنولوجي بالمغرب، وسد الفجوة التعليمية، وجعل التعليم الجيد متاحًا للجميع، إضافة إلى المساهمة في تطوير المناهج الدراسية بما يعزز المهارات الشخصية لدى المتعلمين.

## العمل في مايكروسوفت والاحتجاج
التحقت ابتهال بعد تخرجها بشركة مايكروسوفت، حيث عملت ضمن فرق متخصصة في تطوير تقنيات الذكاء الاصطناعي. وفي عام 2025 أثناء حفل الذكرى الخمسين لتأسيس الشركة، قامت بإلقاء كلمة احتجاجية نددت فيها باستخدام تقنيات الذكاء الاصطناعي الخاصة بالشركة في دعم الجيش الإسرائيلي، معتبرة ذلك «تواطؤًا غيرَ أخلاقي» مع الاحتلال. لاقى موقفها صدى واسعا في وسائل الإعلام ومنصات التواصل الاجتماعي، حيث اعتُبر من أبرز المواقف الفردية الرافضة لاستخدام التكنولوجيا في انتهاكات حقوق الإنسان.
بعد ثلاثة أيام من الاحتجاج فصلت شركة مايكروسوفت ابتهال وموظفة أخرى على إثر مقاطعتهما للاحتفال، وذُكِر في سبب فصلها بأنه كان بإمكانها رفع مخاوفها بسرية إلى مديرها، ولكنها بدلاً من ذلك «وجهت اتهامات عدائية وغير مبررة وغير لائقة للغاية ضد سليمان والشركة، وسلوكها كان عدوانيًا ومزعجًا لدرجة أنه كان لا بد من مرافقتها خارج الغرفة بواسطة أفراد الأمن» على حد وصف الشركة.
نشرت ابتهال مقطعًا مصورًا على حسابها الشخصي على منصة إنستغرام، في 9 أبريل 2025، دعت فيه إلى مقاطعة جميع منتجات مايكروسوفت، معللةً ذلك بقولها أن الهدف هو «تبليغ رسالة لهذا الشركة أننا لن ندعّمكم ماديًا ولن نستخدم منتوجاتكم حتى تتبنوا مبادئ إنسانية»، كما أهابت بالعاملين في أي شركة «تقوم أيضًا بانتهاك مبادئ إنسانية» إلى الاحتجاج ورفض العمل في تلك الشركات أو مساندتها حتى «يتبنوا تلك المبادئ» على حد وصفها.